# Chiesa di San Salvatore in Primicerio

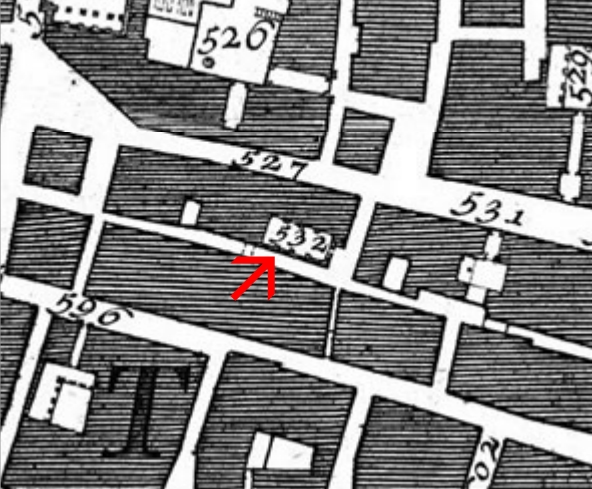
Pianta di Giovanni Battista Nolli (Nuova Topografia di Roma, 1748), con l'indicazione topografica della Chiesa di San Salvatore in Primicerio (n. 532).

La chiesa di San Salvatore in Primicerio era un luogo di culto cattolico di Roma, nel rione Ponte, nel vicolo omonimo, vicino a piazza Fiammetta. Venne demolita negli anni trenta del Novecento.

## Storia
Una lapide interna alla chiesa attestava che essa era stata consacrata, durante il pontificato di papa Pasquale II, dal vescovo di Ostia, Leone, nel 1113. Il nome primicerio deriva da una delle più importanti cariche all'interno della chiesa romana, da cui la chiesa dipendeva: e le insegne del primicerio ornavano la facciata della chiesa stessa.
Nel corso del XV secolo la chiesa ottenne dall'abate di San Paolo fuori le Mura tutte le rendite della chiesa di Santo Stefano di Sutri, poiché non aveva mezzi sufficienti per il sostentamento dei suoi presbiteri (“cum ecclesie S. Salvatoris fructus ad victum et vestitum nullo modo sufficiant”: poiché i frutti della chiesa di San Salvatore non sono sufficienti per il vitto ed i vestiti). Questo fatto è significativo della perdita di autorità e di importanza del primicerio nella chiesa di Roma.
Popolarmente la chiesa era conosciuta con altri nomi, per lo più storpiature del nome originario: San Salvatore de Locereo, San Salvatore in primoscero, San Salvatorello, San Salvatore alla Volpe (un vicolo “della volpe” si trova nelle vicinanze di piazza Fiammetta).
Nel 1604 la chiesa fu concessa alla confraternita del Santissimo Sacramento, chiamata anche dei Santi Trifone e Camillo, che avevano abbandonato l'antica loro sede, la chiesa di San Trifone in Posterula, sita in via della Scrofa. Da quel momento la nostra chiesa fu conosciuta anche col nome di “San Trifone”. Caduta in rovina e depauperata, fu restaurata dal rettore della confraternita nel 1676.
All'interno la chiesa aveva tre altari, quello maggiore e due laterali.
Fu demolita negli anni trenta del Novecento.